# Aleuropteryx arizonica
Aleuropteryx arizonica är en insektsart som beskrevs av V. Johnson 1981. Aleuropteryx arizonica ingår i släktet Aleuropteryx och familjen vaxsländor. Inga underarter finns listade i Catalogue of Life.